# Hadja Lahbib
Hadja Lahbib (Boussu, el 21 de junio de 1970) es una periodista y política belga de origen argelino, desde 2022 hasta 2024 ministra de Asuntos Exteriores de Bélgica.

## Biografía
Licenciada en periodismo y comunicación por la Universidad Libre de Bruselas, trabajó en esta universidad durante dos años. Desde 1997 trabaja en RTBF, emisora pública de radio y televisión en lengua francesa. Fue presentadora de noticias en televisión, condujo programas culturales y también realizó reportajes (incluso sobre Afganistán y Oriente Medio) y documentales (entre ellos Patience, paciencia t'iras au Paradis!). En 2019 dejó su puesto de presentadora y al año siguiente asumió un puesto directivo en RTBF.
En julio de 2022 se incorporó al gobierno y por recomendación del Movimiento Reformador fue nombrada Ministra de Asuntos Exteriores, Europeos y de Comercio Exterior y de Asuntos Exteriores. Instituciones culturales federales; reemplazó a Sophie Wilmès en esta función. Ese mismo mes, su viaje de 2021 a Crimea, anexada a Rusia, generó críticas. Se recordó que Hadja Lahbib, con un visado ruso, viajó a través de Rusia para asistir a un festival cultural coorganizado por la hija de Vladímir Putin, y el reportaje sobre el viaje omitió el problema de la anexión de este territorio.